# Gumboy: Crazy Adventures
Gumboy: Crazy Adventures je česká počítačová hra z roku 2006, kterou vytvořilo studio Cinemax. Jedná se o logickou plošinovku stavící na propracovaném fyzikálním modelu. Hra získala pozitivní kritiky. Později vyšla freeware verze hry nazvaná Gumboy: Crazy Features. V roce 2008 vyšlo pokračování jménem Gumboy Tournament, které se soustředilo na multiplayer.

## Hratelnost
Hráč ovládá rotaci koule a snaží se s ní splnit úkol, který v dané misi má. Většinou jde o donesení určitého počtu věcí do daného místa. Následně se otevře konec levelu. Je také možno sbírat různé power-upy, které mění tvar, či jiné vlastnosti (například gravitace), koule.[chybí lepší zdroj]